# Rheumaptera valentula
Rheumaptera valentula är en fjärilsart som beskrevs av Louis Beethoven Prout 1941. Rheumaptera valentula ingår i släktet Rheumaptera och familjen mätare. Inga underarter finns listade.